# Stenalcidia robusta
Stenalcidia robusta är en fjärilsart som beskrevs av W. Warren 1901. Stenalcidia robusta ingår i släktet Stenalcidia och familjen mätare. Inga underarter finns listade i Catalogue of Life.